# SMS Radetzky
Az SMS Radetzky az Osztrák–Magyar Monarchia Radetzky-osztályú pre-dreadnought csatahajója (Linienschiffe) volt az első világháborúban. A testvérhajói a SMS Erzherzog Franz Ferdinand és az SMS Zrínyi volt.

## Pályafutása
1907. november 26-án megtörtént a gerincfektetés. 1908. március 30-án I. Ferenc József császár jóváhagyta a nevét. 1909. július 3-án vízre bocsátották. A keresztanya Sophie von Hohenberg hercegnő volt férjének, Ferenc Ferdinánd főherceg jelenlétében. A Hajóraj a Trieszti-öbölben tartózkodott az esemény alkalmából. 1910 decemberében futópróbákat hajtott végre. 1911. január 15-én a Haditengerészet átvette és szolgálatba állította a Hajórajban. Június 5-én 10.00-kor Paul Fiedler sorhajókapitány parancsnoksága alatt kifutott Pólából Anglia felé, V. György király koronázási ünnepségére.
1911. június 19-28. Portsmouth, Spithead. A hajó parancsnoka Londonba utazott a koronázási ünnepségekre. I. Ferenc József császár képviseletében Karl Franz Josef főherceg volt jelen. Június 24-én Spitheadnél flottaparádét tartottak. Az osztrák kolónia képviselője a hajóra látogatott. A parádén 21 ágyúlövéssel és ötszörös Hurrával üdvözölték a Victoria and Albert királyi jachtot. Ezt követően a brit jacht fedélzetén fogadást tartottak és a király németül beszélgetett a parancsnokkal. A fogadáson Karl főherceg is jelen volt. 19.15-kor bevonták a nagy lobogódíszt. 20.45 – 23.00 között a hajón bekapcsolták a díszkivilágítást. Izzólámpákat helyeztek el még a vízvonal mentén is, a parancsnoki híd felett pedig a hajó nevét állították össze az égőkből. Június 28-án azután, hogy a brit flotta kifutott Spitheadből, 14.30-kor a Radetzky is elindult. Az időjárás az egész ünnepség alatt eléggé rossz volt. A hajó a szokatlan olívzöld festése következtében nagyobbnak tűnt. Június 29. 08:00-kor befutott Plymouthba, majd 20:00-kor Devonportba. A britek megcsodálták a hajó kormányképességét.
1912. november 28-án befutott Fasanába. Az egyik útján a hátsó kazánnál felhalmozott szeneszsákok izzani kezdtek, ami túlmelegedést okozott és a hő a közeli lőszerkamra felé terjedt. A sűrű gomolygó füst miatt csak nehezen találták meg a tűzfészket, így a lőszerkamra elárasztása mellett döntöttek.
1914. október 2-án kifutott a Cattarói-öböl felé a Lovcsen ütegek ágyúzására. Itt elhallgattatta az ellenséges ütegeket. December 16-án visszaindult Polába. A hajóra beszállt Rudolf Klaudus, mint segéd-gépmester, a későbbi Rodolfo Claudus olasz tengerészfestő. 1915. március 1-jén Karl Josef főherceg megszemlélte a hajót. Május 24-én a Potenza folyó torkolata előtt volt bevetésen. 1916. február 24-én Friedrich főherceg tartott hajószemlét.
1918. október 31. – november 1. közötti éjjel a hajót előírásosan elsötétítették. November 10-én a délszlávok elvontatták Polából, mivel az alacsonyan képzett gépészlegénység már nem tudta működtetni a főgépeket. Buccarin túl Spalatóba, a Hét Kastély-öblébe vitték. November 14-én amerikai őrizet alá került. Legénységét november 26-án az SC 124-es és az SC 125-ös amerikai tengeralattjáró-vadász hajók Fiumébe szállították. 1920. május 31-én Olaszországnak ítélték azzal, hogy öt éven belül le kell bontani. November 7-én az USA Haditengerészete Spalato előtt a három mérföldes zóna külső határánál átadta az olaszoknak. November 11-én Polába vontatták. 1921-22-ben az olaszok Polában az Olíva-szigeten szétbontották.

## Külső hivatkozások
- SMS Radetzky a Naval History honlapján (angolul)